# Словио
Словио (од прасловенског слово — „реч”) је вештачки словенски језик који је направио Словак Марк Хучко.
Словио је замишљен као помоћни језик, који са једне стране треба да помогне Словенима у међусобној комуникацији, а са друге да олакша комуникацију између Словена и људи који не говоре ни један словенски језик. По речима творца овај језик би требало да разуме преко 400 милиона људи на целом свету. Граматика словија је слична граматици есперанта. Јавља се у две писане верзије: прва која користи латиницу и друга која користи ћирилицу.

## Алфабет
Словио језик равноправно користи и ћирилично и латинично писмо.
| латиница | ћирилица | српски |
| -------- | -------- | ------ |
| A a      | А а      | А а    |
| B b      | Б б      | Б б    |
| C c      | Ц ц      | Ц ц    |
| Cx cx    | Ч ч      | Ч ч    |
| D d      | Д д      | Д д    |
| E e      | Е е      | Е е    |
| F f      | Ф ф      | Ф ф    |
| G g      | Г г      | Г г    |
| Gx gx    | ДЖ дж    | Џ џ    |
| H h      | Х х      | Х х    |
| I i      | И и      | И и    |
| J j      | Й й      | Ј ј    |
| K k      | К к      | К к    |
| L l      | Л л      | Л л    |
| M m      | М м      | М м    |
| N n      | Н н      | Н н    |
| O o      | О о      | О о    |
| P p      | П п      | П п    |
| R r      | Р р      | Р р    |
| S s      | С с      | С с    |
| Sx sx    | Ш ш      | Ш ш    |
| T t      | Т т      | Т т    |
| U u      | У у      | У у    |
| V v      | В в      | В в    |
| X x      | Кс кс    | Кс кс  |
| Wx wx    | Щ щ      | Шћ шћ  |
| Z z      | З з      | З з    |
| Zx zx    | Ж ж      | Ж ж    |

## Бројеви
Бројеви на словију:
| Број:   | 0   | 1   | 2   | 3   | 4    | 5    | 6   | 7    | 8   | 9   | 10  | 20     | 30     | 100 | 1000  |
| Словио: | нул | дин | два | три | чтир | пиат | шес | сием | вос | дев | дес | двадес | тридес | сто | тисич |

## Примери речи
Примери неких речи на словио језику:
- дом - кућа, дом
- собак - пас
- кот - мачка
- доска - даска
- сад - башта

## Пример реченице
Slovio es novju mezxunarodju jazika ktor razumijut cxtirsto milion ludis na celoju zemla. Ucxijte Slovio tper!
Словио ес новйу межународйу йазика ктор разумийут чтирсто милион лудис на целойу земла. Учийте Словио тпер!
Словио је нови међународни језик који разуме четристо милиона људи на целом свету. Учите Словио одмах!

## Оче наш
Превод молитве Оче наш на словију и на старословенском језику:
| Словио Наш отец ктор ес ом небес, свјатју ес твој имен, твои кроление придиб, твои вола бу на Земла такак ом небес. Дариј намс наш денју хлеб, И упростиј намс наш грехис, такак ми упростиме тамктор грехијут проти намс. И не вестиј намс в покусеније, но спасиј намс от зло. | Старословенски Ѿче на́шъ иже еси на н[е]б[е]се[хъ], да с[вѧ]ти́тсѧ и́мѧ Твое́, да прїидетъ ц[а]рствїе Твое́, да буде[тъ] волѧ Твоѧ́, ѧко на н[е]б[е]си и на земли́. Хлѣ́бъ на́шъ насущныи да́ждъ на́мъ дне́сь, и оста́ви на́мъ дол[ъ]гы на́ша, ѧко и мы оставлѧ́емъ дол[ъ]жникомъ на́ши[мъ]. и не в[ъ]веди на́съ в напа́сть но изба́ви на[съ] ѿ лука́ваго |